# Mendon (Vermont)
Mendon es un pueblo ubicado en el condado de Rutland en el estado estadounidense de Vermont. En el año 2010 tenía una población de 1,059 habitantes y una densidad poblacional de 6.6 personas por km².

## Geografía
Mendon se encuentra ubicado en las coordenadas 43°39′0″N 72°53′41″O / 43.65000, -72.89472.

## Demografía
Según la Oficina del Censo en 2000 los ingresos medios por hogar en la localidad eran de $53,125 y los ingresos medios por familia eran $61,250. Los hombres tenían unos ingresos medios de $39,375 frente a los $30,592 para las mujeres. La renta per cápita para la localidad era de $26,206. Alrededor del 4.7% de la población estaban por debajo del umbral de pobreza.